# 阔基角蕨
阔基角蕨（学名：Cornopteris latibasis），为蹄盖蕨科角蕨属下的一个植物种。